# Guía de televisión social
Una Guía de televisión social(Social TV Guide) es un servicio surgido a través de la Televisión social el cual incorpora a una de las prestaciones de la televisión digital, EPG (guía electrónica de programas), el complemento de la interacción social. 
Una guía electrónica de programas social abre muchas posibilidades a la personalización del contenido a consumir, porque se basa tanto en la programación que existe en la televisión tradicional como en los gustos individuales y  preferencias de sus contactos.

## Precendentes
Al ser la Televisión social un hecho, se necesitaba de algún sistema que organice, recomiende y almacene las preferencias de los usuarios para ofrecer un servicio personalizado de los contenidos audiovisuales,  maximizando la compatibilidad entre lo que se ve normalmente y lo que es posible que te también le guste al consumidor y que además, con la gran cantidad de información personal que contienen las redes sociales, se podía conseguir este objetivo con mucha más exactitud.
Una guía de televisión social se encuentra muy ligada al concepto de Segundas pantallas, ya que es en estos dispositivos (mayoritariamente) donde la información se mostrará al usuario.

## Funcionamiento
- El usuario se dará de alta en algún servicio de guía de televisión social:

SocialGuide Archivado el 10 de diciembre de 2011 en Wayback Machine.,
YapTV,
ZeeboxFacebookTvGuide,
Tioti etc.
- Conectará el dispositivo de visualización (teléfono inteligente, tableta) al televisor, STB.
- Obtendrá una lista de los programas que se emiten en ese momento, además de información adicional sobre los mismos: hora de inicio y final de emisión, información del contenido, comentarios, etc.
- La información obtenida y el manejo de la misma es lo que diferencian a unos servicios de guía de televisión social de otros. Información más específica sobre tus contactos, saber que están viendo en directo, poder comentar sobre lo que se mira, establecer una conversación con tus contactos. Son unos cuantos de los elementos diferenciadores, que pueden aplicar algunas empresas.[1][2]
- Para completar la combinación de tecnologías, la aplicación que da este servicio puede conectar al usuario a las redes sociales y ampliar sus criterios tanto de recomendación como de interacción entre usuarios.

## Futuro
Se puede observar una clara tendencia a la integración de servicios. Además de  obtener más información sobre el contenido, cada vez más se observa que las empresas ofrecen un soporte para poder utilizar el dispositivo de segunda pantalla como un mando a distancia.
La incorporación de nuevas tecnologías, el auge de la Televisión social, el aumento de Segundas pantallas en el hogar, el crecimiento del número de empresas que ofrecen este servicio, y la inversión que se produce en ellas, hacen de la guía de televisión social un negocio más que rentable.